# Omicidio di Francesco Di Cataldo

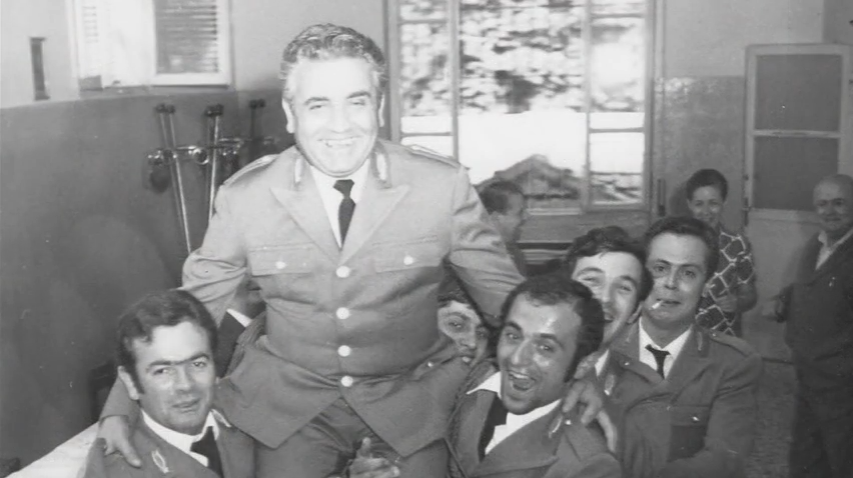
Il Maresciallo Maggiore Francesco Di Cataldo e i suoi colleghi in un momento di allegria

L'omicidio di Francesco Di Cataldo fu commesso a Milano il 20 aprile 1978 dalle Brigate Rosse.

## Francesco Di Cataldo
Di Cataldo, nato a Barletta il 20 settembre 1926, era un maresciallo maggiore degli agenti di custodia che ricopriva il ruolo di vicecomandante nel carcere milanese di San Vittore, e di direttore del centro clinico del medesimo carcere.
Dopo il triennio passato a formarsi alla Scuola Militare Agenti di Custodia di Portici (NA), nel 1951 venne assegnato a Milano, al Carcere di San Vittore.
Qui Di Cataldo si dimostrò utile e dedito uomo di dialogo e moderazione, credente nel carcere come mezzo di rieducazione di un detenuto, e da agente semplice fece carriera negli anni, fino a raggiungere il grado di Maresciallo Maggiore e la posizione di Vice Comandante; per questo suo modo di lavorare non venne mai trasferito, come solitamente accadeva ai promossi di grado.
Nonostante avesse ricevuto diverse minacce a partire dalla metà degli anni settanta, e nonostante le sue richieste, a Di Cataldo non fu mai assegnata una scorta.

## Il fatto
La mattina presto del 20 aprile del 1978, poco più di un mese dopo il sequestro Moro, mentre come al solito usciva da solo dalla sua abitazione milanese in via Ponte Nuovo, nella zona periferica di Crescenzago, per recarsi a piedi alla fermata del filobus che lo avrebbe portato alla fermata della metropolitana che lo avrebbe portato alla Stazione Cadorna, da dove avrebbe raggiunto a piedi il carcere, venne assassinato da due terroristi con due colpi di pistola alla testa, quattro nella schiena e uno al braccio sinistro; altri due terroristi attendevano in una macchina pronta per la fuga.
Di Cataldo era sposato con Maria Violante e aveva due figli adolescenti, Alberto e Paola.

## Rivendicazione e motivazioni dell'omicidio
L'omicidio fu rivendicato dalla Colonna Walter Alasia delle Brigate Rosse, la stessa mattina con una telefonata alla redazione milanese dell'ANSA circa mezz'ora dopo l'omicidio, con la motivazione che Di Cataldo sarebbe stato un "torturatore di detenuti", e con un successivo comunicato in cui veniva accusato, come direttore del Centro Clinico del carcere, di essere "il principale responsabile di tutti gli assassinii diretti e indiretti dei vari detenuti, che con la complicità dei medici sono stati archiviati come collassi e infarti" e di essere dedito "alla distruzione e al massacro dei compagni e dei proletari imprigionati".
Queste affermazioni sono state smontate non solo dai colleghi e dai figli, che rimarcarono la disponibilità e la democraticità di un Maresciallo benvoluto e ricercato dai detenuti (persino al di fuori del lavoro, con uomini usciti dal carcere che affezionatisi a lui venivano a trovarlo a casa), ma anche dai detenuti stessi, che furono fra i primi a mostrare cordoglio, addirittura facendo deporre, pagate con una colletta, due corone di fiori al funerale, un gesto mai accaduto prima, e sventolando dalle celle fazzoletti bianchi in suo saluto.
Una spiegazione all'omicidio la può dare il fatto che le Brigate Rosse, volendo per forza intendere il carcere come una struttura di tortura e oppressione da parte dello Stato, abbiano voluto colpire chi, contraddicendoli, faceva del carcere piuttosto uno strumento statale di democrazia e rieducazione.

## Eventi successivi al fatto
Francesco Di Cataldo riposa nel cimitero di Lambrate, a Milano.
I responsabili dell'omicidio sono stati puniti nell'ambito di un maxiprocesso collettivo tenutosi nel 1984 nei confronti di 112 persone legate alla Colonna Walter Alasia, conclusosi con una condanna complessiva a 19 ergastoli e 840 anni di carcere ed alcune assoluzioni; per alcuni le pene sono state successivamente ridotte in appello.
Il 15 giugno 2004 il Presidente della Repubblica Italiana Carlo Azeglio Ciampi conferisce a Di Cataldo la Medaglia d'Oro al Merito Civile alla memoria, in quanto fulgido esempio di elette virtù civiche e di altissimo senso del dovere.
Al Maresciallo Maggiore Di Cataldo durante la Festa della Polizia Penitenziaria del 24 ottobre 2008 viene intitolata la "Sala Convegno" del reparto di Polizia Penitenziaria all'interno del Carcere di San Vittore; successivamente viene a lui intitolata la Casa Circondariale Milano San Vittore (nome ufficiale del carcere), che ora in suo onore si chiama Casa Circondariale Milano San Vittore "Francesco Di Cataldo".
Il 7 dicembre 2010 il Comune di Milano, in occasione delle annuali onorificenze cittadine concesse ai milanesi benemeriti il giorno della festività di S. Ambrogio, Patrono della città (popolarmente chiamate Ambrogini d'Oro), assegna al Maresciallo Maggiore Di Cataldo una Medaglia d’Oro di Benemerenza Civica alla memoria, con la seguente motivazione:

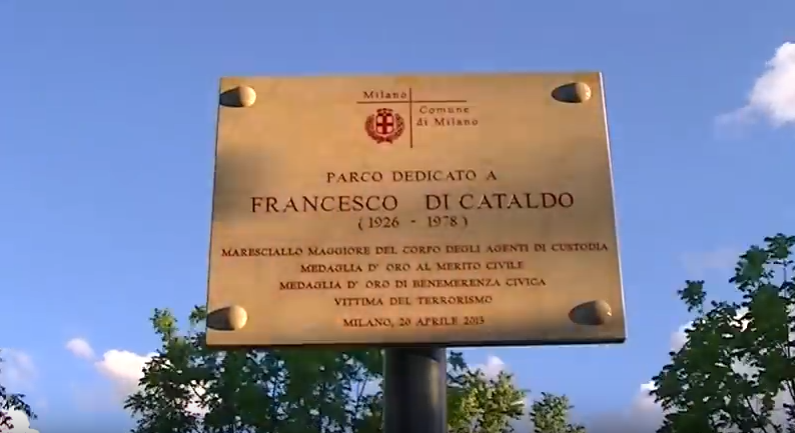
La targa che dedica il parco al Maresciallo Maggiore Francesco Di Cataldo

MILANESE D’ADOZIONE, EROICO SERVITORE DELLO STATO, FRANCESCO DI CATALDO HA ONORATO PER 28 ANNI IL CORPO DEGLI AGENTI DI CUSTODIA DI SAN VITTORE, FINO A DIVENTARNE VICE COMANDANTE. RESPONSABILE DELL’INFERMERIA INTERNA, RISOLSE CON IL DIALOGO E LA MEDIAZIONE NUMEROSE RIVOLTE CARCERARIE, GUARDANDO SEMPRE CON UMANITÀ AI DETENUTI E AI LORO DIRITTI. FU UCCISO DALLE BR IL 20 APRILE DEL 1978, DURANTE I TRAGICI GIORNI DEL SEQUESTRO MORO.
Il 20 aprile 2013 viene a lui intitolato anche un parco cittadino vicino alla sua abitazione.
Nello stesso 2013 il nipote, anch'egli di nome Francesco Di Cataldo, che non ha mai potuto conoscere il nonno, realizza un cortometraggio dal titolo Per questo mi chiamo Francesco. Nel video il giovane autore immagina se stesso cercare il proprio nome su Google, sollecitato da un amico che lo esorta dicendo "Dai Fra', vediamo quanto sei famoso su internet!" ; il giovane troverà invece notizie sull'assassinio dell'omonimo nonno, indagherà sulle ragioni dell'omicidio, documentandosi in rete, ed intervistando la nonna Maria, moglie del Maresciallo, che ancora vive nella stessa abitazione a Crescenzago, e due ex colleghi di lavoro del nonno incontrati all'Interno di San Vittore.